# Medetera normalis
Medetera normalis är en tvåvingeart som beskrevs av Charles Howard Curran 1924. Medetera normalis ingår i släktet Medetera och familjen styltflugor. Inga underarter finns listade i Catalogue of Life.